# عدن السقاء (الشعر)

تعديل مصدري - تعديل

عدن السقاء محلة تابعة لقرية خزران، التابعة لعزلة القابل الاسفل بمديرية الشعر إحدى مديريات محافظة إب في الجمهورية اليمنية، بلغ تعداد سكانها 75 حسب تعداد اليمن لعام 2004.